# 雪鹀属
雪鹀属（学名：Plectrophenax）为铁爪鹀科的一个属。

## 下属物种
本属包括以下物种：
- 麦氏鹀 Plectrophenax hyperboreus Ridgway, 1884
- 雪鹀 Plectrophenax nivalis (Linnaeus, 1758)